# Wendy Osefo
Wendy Onyinye Osefo, (nascida Ozuzu, nascida em 21 de maio de 1984), mais conhecida como Wendy Osefo, é uma comentarista política nigeriana-americana, acadêmica de assuntos públicos e personalidade da televisão. Ela é um membro do elenco principal de The Real Housewives of Potomac. Wendy atua na área de jornalismo e recebeu prêmios em reconhecimento às suas contribuições ao campo do jornalismo.

## Infância e educação
Nascida em uma família Igbo na Nigéria, Osefo imigrou para os Estados Unidos com sua família aos 3 anos de idade para Durham, Carolina do Norte antes de se estabelecer em Maryland. Ela obteve um diploma de bacharel em ciência política pela Temple University e um mestrado em governo pela Universidade Johns Hopkins. Em 2012, Osefo concluiu um mestrado em relações públicas com concentração em desenvolvimento comunitário pela Rutgers University–Camden.
Em 2016, ela se tornou a primeira mulher negra a obter um doutorado em relações públicas e desenvolvimento comunitário pela Rutgers University-Camden. Sua dissertação é intitulada Engaging low-income parents in schools: beyond the PTA meeting. Gloria Bonilla-Santiago foi a orientadora de doutorado de Osefo.

## Carreira
Osefo é um colaborador do The Hill, fundador e diretor executivo da 1954 Equity e ex-professor assistente na Escola de Educação Johns Hopkins. Em 2014, ela atuou como diretora inaugural do Programa de Mestrado em Administração do Goucher College.
Ela é ex-membro do conselho do falecido congressista Elijah Cummings 'Youth to Israel Program, do Children's Scholarship Fund Baltimore e da Education Foundation of Baltimore County Schools.
Em 2020, foi anunciado que Osefo havia se juntado à quinta temporada de The Real Housewives of Potomac.

## Prêmios e reconhecimento
- Em 2017, Osefo foi nomeada uma das 12 Pan African Women to Watch pela Face2Face África.[14][15]
- Ela recebeu o prêmio Outstanding Graduate Award de 2017 de sua alma mater, a Universidade Johns Hopkins.[16]
- Também em 2017, ela recebeu o prêmio Distinguished Recent Alumni Award da Universidade Johns Hopkins.[17]
- Ela recebeu o Diversity Recognition Award.[18]
- Osefo foi nomeado na classe 40 Under 40 de 2017 pelo Baltimore Business Journal.[19]
- O Baltimore Sun nomeou Osefo como uma das 25 Women to Watch.[20]
- Ela foi homenageada pelo prêmio Black Women in Media de 2018 por seu trabalho na mídia e na televisão.[21][22]

## Vida pessoal
Em agosto de 2011, ela se casou com Edward Osefo. Os dois residem em Finksburg, Maryland, com seus três filhos. O relacionamento deles é regularmente mostrado no The Real Housewives of Potomac. A família é católica.
Ela é membro da Alpha Kappa Alpha Sorority, Inc.
Osefo apoiou Kamala Harris nas eleições presidenciais dos Estados Unidos de 2024.